# Roberto Hodge
Roberto Hodge Rivera (* 30. Juli 1944 in La Serena, Coquimbo; † 30. November 1984), auch bekannt unter dem Spitznamen El Negro (Der Schwarze), war ein chilenischer Fußballspieler, der vorwiegend im Mittelfeld agierte. Hodge starb im Alter von 40 Jahren an Bauchspeicheldrüsenkrebs.

## Laufbahn

### Vereine
Seine ersten Profijahre verbrachte Hodge beim CF Universidad de Chile, mit dem er fünfmal die chilenische Fußballmeisterschaft gewann. Nach fast einer Dekade wechselte er nach Mexiko, wo er gleich in seiner ersten Saison 1970/71 mit dem Club América auch die mexikanische Fußballmeisterschaft gewann. Nach vier Jahren beim Club América, mit dem er unmittelbar vor dem Abschied 1974 auch den Pokalsieg feiern durfte, spielte er noch für die mexikanischen Vereine UANL Tigres und UAG Tecos. 1977 kehrte er nach Chile zurück und gewann noch im selben Jahr mit dem CD Palestino den chilenischen Pokalwettbewerb. Die nächsten drei Jahre verbrachte Hodge beim CD Aviación, bevor er seine Laufbahn 1981 in Reihen des CD Cobresal beendete.

### Nationalmannschaft
Zwischen 1964 und 1977 kam Hodge zu insgesamt 38 Einsätzen für die chilenische Nationalmannschaft. Seinen einzigen Länderspieltreffer erzielte er in einem am 13. Dezember 1967 ausgetragenen Freundschaftsspiel gegen Ungarn. Bei der Fußball-Weltmeisterschaft 1966 gehörte er zum chilenischen WM-Aufgebot, kam aber nicht zum Einsatz.

## Erfolge
- Chilenischer Meister: 1962, 1964, 1965, 1967, 1969
- Mexikanischer Meister: 1971
- Mexikanischer Pokalsieger: 1974
- Chilenischer Pokalsieger: 1977